# Bradspil
Et bradspil er et hånddrevet spil, oftest på ældre og mindre sejlskibe, med en vandret liggende tromle. Tromlens aksel er monteret i lejer i begge ender. Tromlen er forsynet med rektangulære huller, hvori håndspager sættes ind, og tromlen kan nu drejes et stykke ved at trække i håndspagerne. Nu isættes håndspager i nye huller, der er drejet frem til en egnet position. Derpå tages de første håndspager ud, og drejningen fortsættes. Et tov, der er viklet om tromlen, trækkes derved et stykke frem.